# Roots Oil Motor and Motor Car
Die Roots Oil Motor and Motor Car Co. war ein britischer Automobilhersteller in London. Von 1896 bis 1904 wurden drei- und vierrädrige Fahrzeuge mit Rohölmotoren unter dem Namen Roots & Venables gebaut.
Das erste dreirädrige Fahrzeug wurde 1896 präsentiert. Später darauf kam das vierrädrige Petrocar mit 5-hp-Einzylindermotor (1,3 l Hubraum). Eine Reihe weiterer Kleinfahrzeuge folgte bis 1904.

## Fahrzeuge (Auswahl)
1897 wurde ein leichter vierrädriger Wagen mit zwei Sitzplätzen vorgestellt. Die Vorderräder waren jeweils ähnlich wie mit Fahrradgabeln aufgehängt. Der wassergekühlte Rohöl-Zweizylindermotor lieferte 3 PS (HP) bei 500 bis 550/min und war unter der Sitzbank über der Hinterachse verbaut. Die Höchstgeschwindigkeit war mit 11 mph (18 km/h) angegeben.
Ab 1900 war ein Zweisitzer mit paraffinölbetriebenem Motor erhältlich. Der wassergekühlte 1,4-Liter-Einzylindermotor (Bohrung × Hub: 4,5 in × 5,5 in (114,3 mm × 139,7 mm)) leistete 3 bis 3,5 hp bei 750/min.
| Modell             | Bauzeitraum | Zylinder | Hubraum  | Radstand |
| ------------------ | ----------- | -------- | -------- | -------- |
| Petrocar 3 HP      | 1897–1900   | 2        |          |          |
| Paraffin-car 3½ HP | 1900        | 1        | 1232 cm³ |          |
| Petrocar 5 hp      | 1900–1902   | 1        | 1296 cm³ |          |

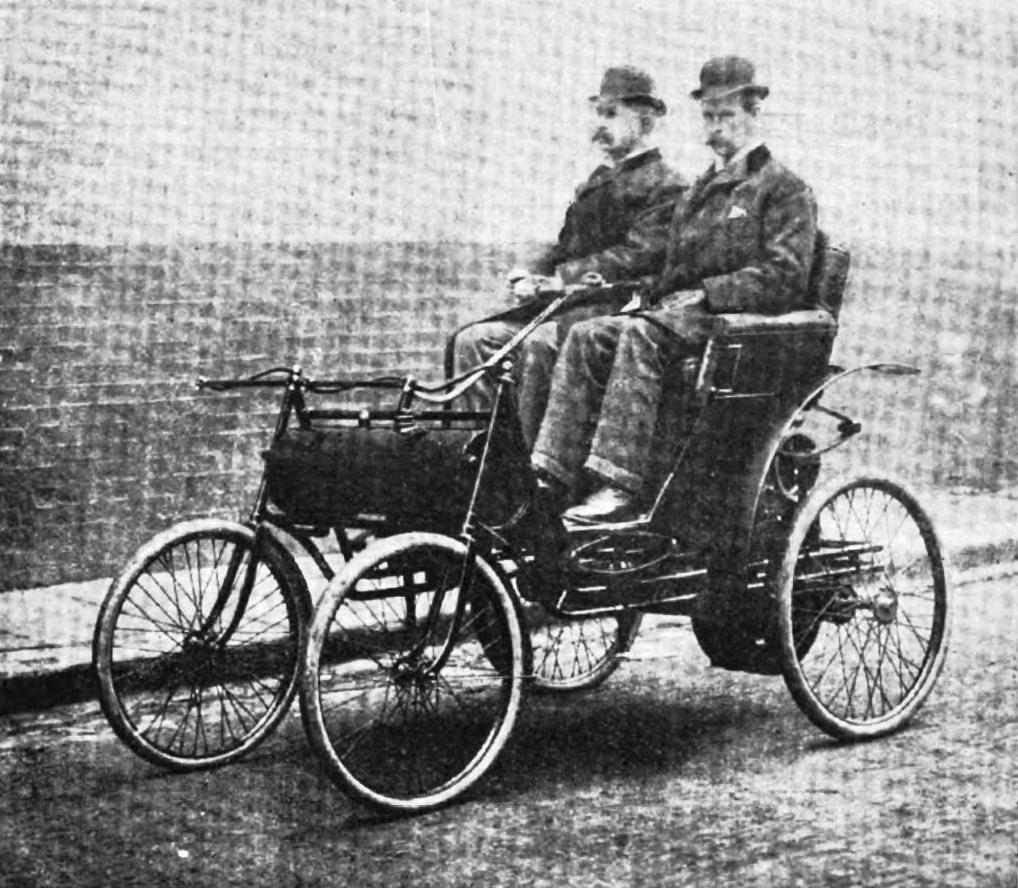
Petro-Car 3 HP (1897)
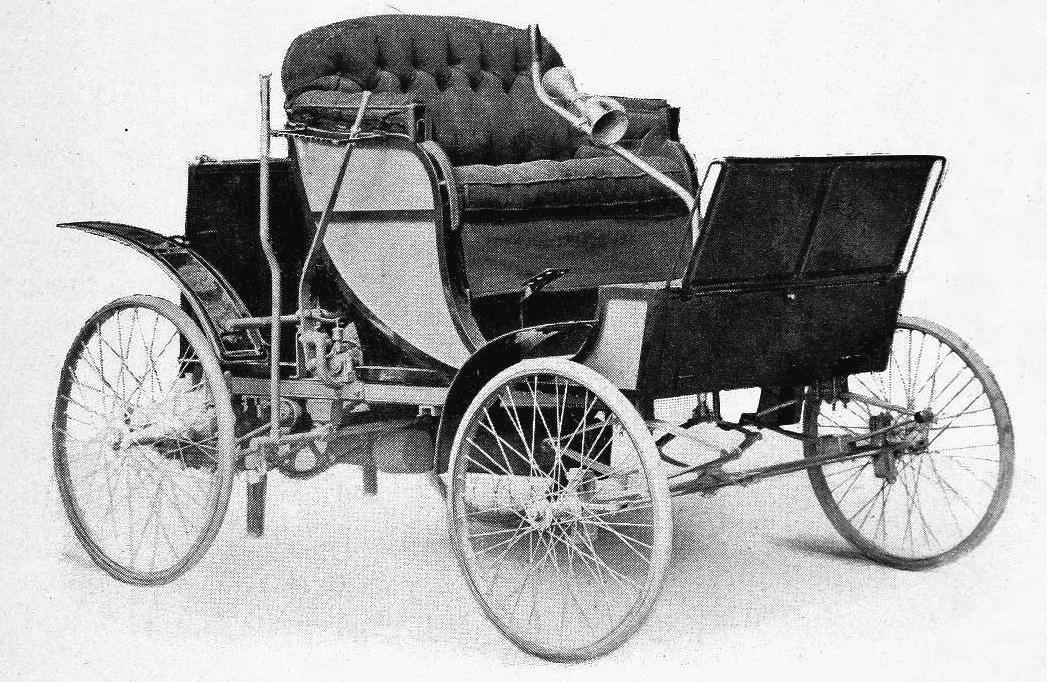
Paraffin-Oil Car 3.5 HP (1900)
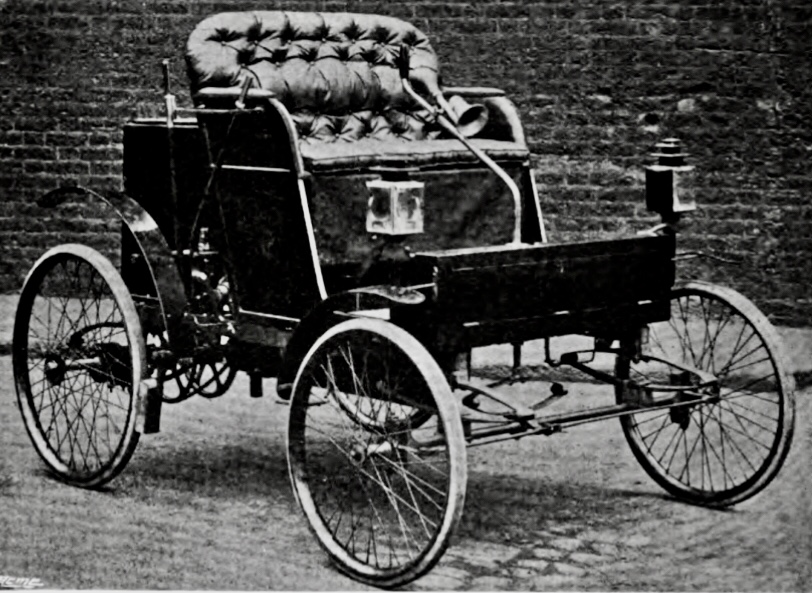
Paraffin-Oil Car 2.5 bis 3.5 HP (1900)
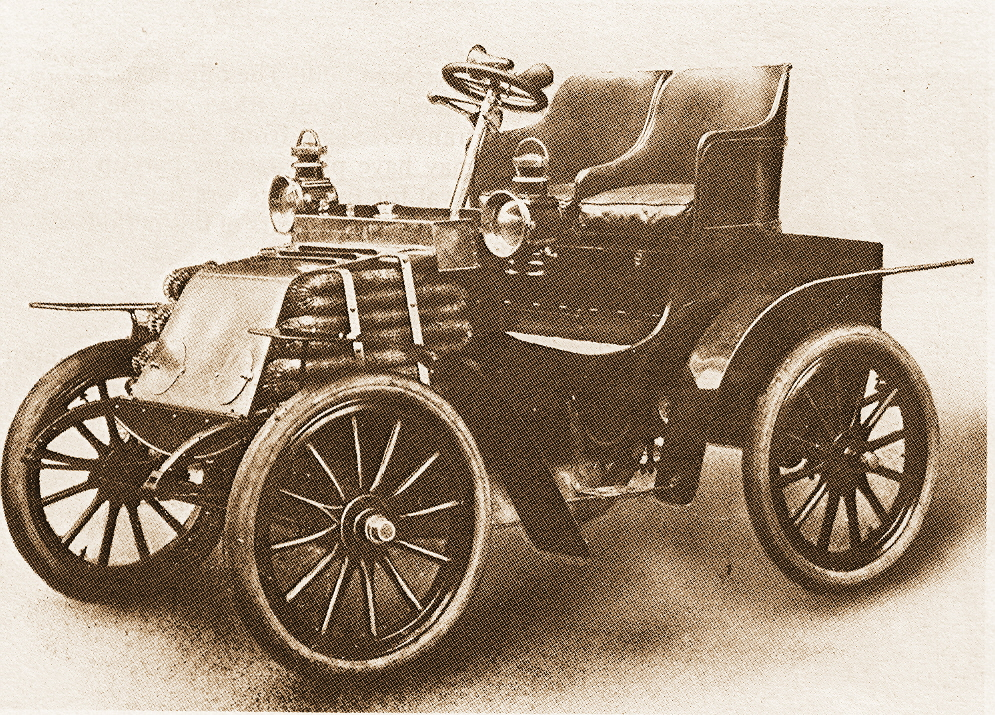
Petro-Car 5 HP (1900)